# Recea (Rîșcani)
Recea è un comune della Moldavia situato nel distretto di Rîșcani di 3.313 abitanti al censimento del 2004

## Località
Il comune è formato dall'insieme delle seguenti località (popolazione 2004):
- Recea (2.601 abitanti)
- Slobozia-Recea (160 abitanti)
- Sverdiac (552 abitanti)